# Exoneura asimillima
Exoneura asimillima är en biart som beskrevs av Rayment 1951. Exoneura asimillima ingår i släktet Exoneura och familjen långtungebin. Inga underarter finns listade i Catalogue of Life.

## Bildgalleri

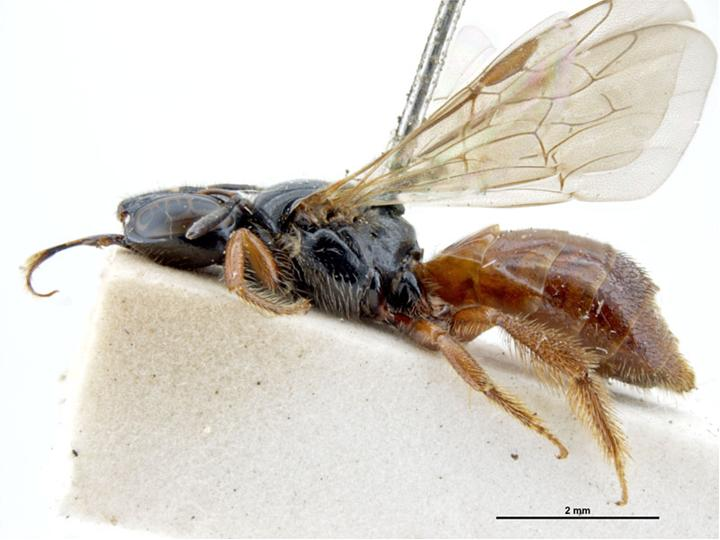